# Упознајте Дејва
Упознајте Дејва (енгл. Meet Dave) је америчка научно-фантастична комедија из 2008. године са Едијем Мерфијем у главној улози.

## Радња
У њујоршки Централни парк пада метеор и из кратера излази неповријеђена особа (Еди Мерфи) у бијелом одијелу. Испоставља се да је у питању робот којим изнутра управља сићушна ванземаљска посада. Њихова мисија је да нађу изгубљени предмет (орб) чија је сврха била да спаси њихову планету.
У авантури која слиједи робот стиче име Дејв Мин Ченг и почиње да се дружи са људима и учи од њих док у исто вријеме покушава да нађе орб.

## Успјех
До 31. јула 2008. године филм је углавном добио негативне коментаре са само 21% критичара са позитивним коментарима.
Филм се почео приказивати 11. јула 2008. у 3011 биоскопа у Сједињеним Америчким Државама и Канади. Зарадио је укупно 5.300.000 америчких долара, што га је смјестило на седмо мјесто по заради.
У трећој седмици приказа, филм је оборио рекорд у паду броја приказа у биоскопима те је престао да се приказује у 2523 биоскопа од почетних 3011.